# Kremmydi
Kremmydi (griechisch Κρεμμύδι (n. sg.)) ist ein Ort im Gemeindebezirk Elios-Proni der Gemeinde Argostoli auf der Insel griechischen Insel Kefalonia. Die Siedlung hat 40 Einwohner.

## Einwohnerentwicklung
| Jahr | Einwohner |
| ---- | --------- |
| 1991 | 63        |
| 2001 | 68        |
| 2011 | 40        |